# Palmorchis pandurata
Palmorchis pandurata là một loài thực vật có hoa trong họ Lan. Loài này được C.Schweinf. & Correll mô tả khoa học đầu tiên năm 1940.